# Bandar (ort)
Bandar är en ort i Indonesien.   Den ligger i provinsen Sumatera Utara, i den västra delen av landet, 1 200 km nordväst om huvudstaden Jakarta. Bandar ligger 73 meter över havet och antalet invånare är 31 442.
Terrängen runt Bandar är platt åt nordväst, men åt sydost är den kuperad. Runt Bandar är det glesbefolkat, med 14 invånare per kvadratkilometer. Närmaste större samhälle är Rantauprapat, 10,8 km nordost om Bandar. I omgivningarna runt Bandar växer i huvudsak städsegrön lövskog.